# Bauwerksbegrünung

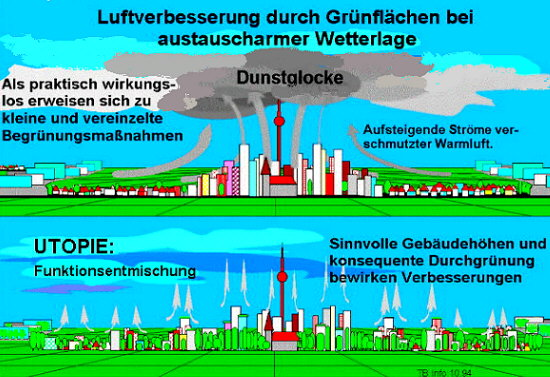
Bauwerksbegrünung als Beitrag zur möglichen Verbesserung eines Stadtklimas

Bauwerksbegrünung (umgangssprachlich auch „Hausbegrünung“) ist Bauen unter Einbeziehung lebendiger Pflanzen, wobei diese nicht nur Gestaltungsmittel sind, sondern auch zur besseren Funktion von Bauwerken beitragen.

## Arten der Bauwerksbegrünung
Zur Begrünung von Bauwerken bedient man sich der Dachbegrünung, der Fassadenbegrünung und der Innenraumbegrünung.

## Geschichte
Die historische Entwicklung der Bauwerksbegrünung lässt sich nur regional und sachgebietsbezogen betrachten. Natürlich gibt es viele historische Beispiele für den Einsatz von Grün an und in Bauwerken aber diese sind in der Regel nur bedingt mit dem heutigen vergleichbar.
In Europa stellen z. B. skandinavische Grasdächer oder überwachsene Weinkeller in Österreich und Ungarn bekannte Beispiele für historische Dachbegrünungen dar. Die Entwicklung aktueller Gründachsysteme fußt teilweise auf Erfahrungen, die ab etwa 1975 mit daran angelehnten, sogenannten „Grasdächern“ erworben wurden. Grasdächer gelten jedoch in der Praxis inzwischen als überholt.
Fassadenbegrünung dürfte, da sie häufiger auch ohne menschliches Zutun zustande kommt, eine sehr lange Tradition haben – bevorzugt, wenn sie eine Schutzwirkung oder einen anderen offensichtlichen Nutzen entwickelte (Efeu als Wetterschutz, später Reben als Nutzpflanze).
Allerdings war die Verwendung von Kletterpflanzen auch immer ein Aspekt der Gartenkunst und so werden wohl in Europa Rosen, Geißblatt und Clematis auch an Bauwerken kultiviert worden sein, seit hier Gärten angelegt werden.
In Afrika und Asien finden sich Hinweise auf Kultivierung von Kletterpflanzen seit weit mehr als 2000 Jahren, z. B. in Ägypten Weinreben, in China Schisandra und Actinidia (Kiwifrucht) sowie in Japan Japanischer Blauregen.
In Mitteleuropa gab es seit dem Mittelalter diverse Entwicklungen, die Fassadenbegrünung (zeitweise) populärer machten – u. a. das wachsende Angebot attraktiver Kletterpflanzen durch Einfuhren aus anderen Kontinenten, Geistesströmungen (z. B. Romantik) mit Auswirkung auf die Gartenkunst (heute Landschaftsarchitektur) und Architektur (z. B. GartenstadtBewegung), aber auch Autarkiebestrebungen in Krisenzeiten.
Für beachtenswerte Innenraumbegrünungen (mehr als übliche „Blumentöpfe“) können die Ausgestaltung von Orangeriebauwerken, „Palmenhäuser“ und anderer Präsentationsbauten für Pflanzen (siehe auch: Botanischer Garten) als Vorläufer angeführt werden.
Der umfassende Begriff Bauwerksbegrünung und aktuelle Verfahren entwickelten sich in Deutschland jedoch erst im letzten Viertel des vergangenen Jahrhunderts. Mit den ersten Handbüchern zur Biotektur durch Rudolf Doernach 1974 wurde die Pflanzenarchitektur wissenschaftlich erschlossen.
Heute sind Bauwerksbegrünungen ein anerkanntes Mittel zur Aufwertung sowohl einzelner Gebäude als auch von Baugebieten und eingebunden in ökologisches Bauen. Seit etwa 1975 werden gezielt Techniken und Verfahren entwickelt, die steigenden Anforderungen hinsichtlich Funktionen und Qualitäten gerecht werden.
Vorgaben zur Dach- und Fassadenbegrünung sind inzwischen Bestandteil zahlreicher fortschrittlicher Bebauungspläne, u. a. für Sanierungsgebiete (vgl. Flächensanierung, Sanierung von Stadtbrachen) oder Gewerbeparks. Vielerorts gibt es Förderprogramme.

## Nutzen

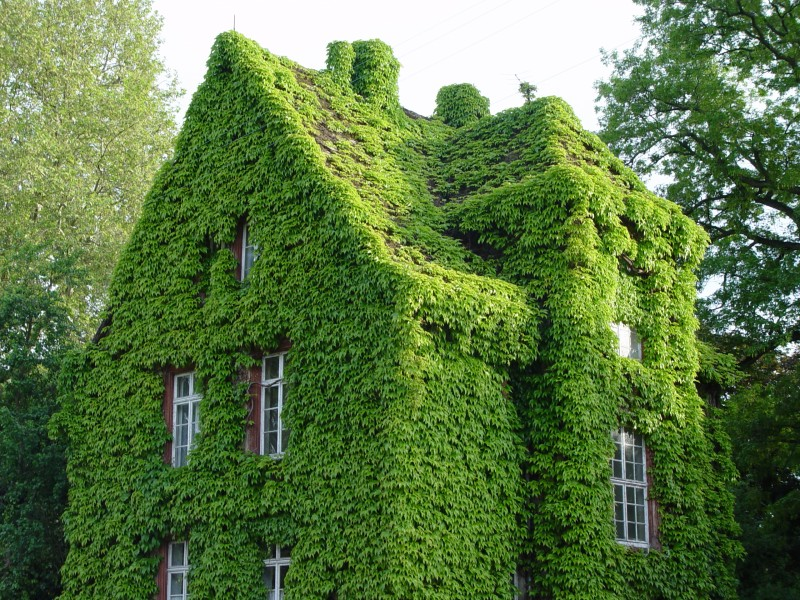
Begrüntes Haus in Gießen

Die Begrünung von Bauwerken kann deren ästhetischen Wert steigern und umweltschädliche Wirkungen des Bauens (u. a. Flächenversiegelung) mindern. Außenseitige Begrünungen wirken lokal positiv auf das Mikroklima (vor allem Temperatur, Luftfeuchte) und können – einen gewissen Begrünungsgrad vorausgesetzt – sogar Stadtklimate messbar verbessern.
Außen begrünte Bauwerke profitieren von bauphysikalischen Vorteilen, die sich – auch unter Berücksichtigung der Grünpflege – wegen Verlängerung von Renovierungsintervallen durch Schutzwirkungen kostensenkend darstellen können.
Innenraumbegrünung wird insbesondere in großen (teil)öffentlichen Räumen zur Gliederung genutzt, z. B. raumteilend oder wegführend. Sie dient auch zur Dämpfung von Geräuschen (Raumakustik). Der Innenraum wird durch erhöhte Luftfeuchtigkeit aufgrund natürlicher Verdunstung wohltuender empfunden.
Jede Bauwerksbegrünung (außen und innen) mindert den Schadstoffgehalt der Luft. Dieser lufthygienische Aspekt verdient auch speziell hinsichtlich Feinstäuben Beachtung.